# Emmanuel Marie Louis de Noailles
Emmanuel Marie Louis, markiz de Noailles (ur. 12 grudnia 1743 w Paryżu, zm. we wrześniu  1822 w Maintenon) – francuski dyplomata.
Był ambasadorem Francji w Amsterdamie (1770–1776), Londynie (1776–1783), i na dworze  wiedeńskim (1783–1792).

## Życie prywatne
Jego starszym bratem był Louis de Noailles (1713–1793), książę de Noailles. W grudniu roku 1762 poślubił Charlotte Françoise de Hallencourt de Dromesnil (ur. 1745).
De Noailles i Charlotte de Hallencourt de Dromesnil mieli troje dzieci :
- Louis Jules César de Noailles (1773–1838), markiz de Noailles ;
- Marie Philippe Adrien Maurice de Noailles (ur. 1777) ;
- Achille Charles Victor de Noailles (1779–1837), hrabia de Noailles.

W roku 1792 podczas terroru rewolucyjnego de Noailles był czasowo uwięziony. Zwolniony 27 lipca 1794 po upadku Robespierre’a.